# Can Candan
Can Candan (* 14. Januar 1969 in Istanbul) ist ein Dokumentarfilmer und Wissenschaftler an der Boğaziçi-Universität in Istanbul.

## Leben
Candan erlangte im Jahr 1987 am Robert College sein Hochschuldiplom.
Er absolvierte sein Bachelor- und Masterstudium in Filmgestaltung und Medienkunst in den USA am Hampshire College (1992) und an der Temple University (1999). Bis 2000 lehrte er Film- und Medienkunst an verschiedenen Universitäten und Institutionen in den USA. Er unterrichtet Theorie und Geschichte des Dokumentarfilms und betreut Projekte und Dissertationen in den Bereichen Filmwissenschaft und Filmgestaltung und veröffentlicht zum dokumentarischen Kino in der Türkei, unter anderem an der Bilgi-Universität und an der Sabanci-Universität. Seit 2007 lehrte er an der Boğaziçi-Universität in Istanbul. Candan ist Gründungsmitglied von docIstanbul, einem Zentrum für Dokumentarfilmstudien.
Candan reiste als Student im Jahr 1991 aus den USA nach Berlin und hielt die Sicht von Migranten auf den Mauerfall dokumentarisch fest. Hierfür sprach er mit Jugendlichen, Geflüchteten oder Arbeitern. Teile der Interviews wurden im Film ''Duvarlar – Mauern – Walls'' veröffentlicht. Im Jahr 2000 brachte er das Rohmaterial des Films, das 50 Stunden Filmmaterial enthält, in das DOMiD (Dokumentationszentrum und Museum über die Migration in DeutschlandArchiv) in Köln zur Archivierung. Mit dem Film Exodus dokumentierte er die Vertreibung von türkischen Bulgaren aus Bulgarien im Sommer 1989. Im Dokumentarfilm Benim Çocuğum geht es um Eltern von schwulen, lesbischen, bisexuellen und transsexuellen (LGBT) Kindern aus Istanbul und deren Versuch, ihre Kinder zu unterstützen. Der Film 3 Saat handelt von dem Examen, das jährlich von 1,5 Millionen türkischen Schülern und Schülerinnen innerhalb von 3 Stunden absolviert werden muss, damit diese den Zugang zur Universität bekommen.
2016 veröffentlichte Candan zusammen mit Dr. Suncem Koçer ein Buch über kurdischen Dokumentationsfilm in der Türkei. Seit 2015 arbeitet er an einem  Filmprojekt Nuclear a la Turca, bei dem es um die Nutzung von Atomenergie in der Türkei geht.
Candan begleitete und unterstützte mit seiner Kamera aktiv die Bosporus-Universität-Proteste. Er war auch Mentor für den LGBTIQ* Club BÜLGBTİ+ an der Universität, der von dem ehemaligen durch Präsident Erdogan eingesetzten Rektor Melih Bulu verboten wurde. Am 16. Juli wurde Candan von dem neu eingesetzten Übergangsrektor Mehmet Naci İnci gekündigt. In einem „Letter of Support“ protestierten über 300 internationale Akademiker gegen die Entlassung Candans. Candan selbst reichte Klage gegen die Entscheidung ein. Eine Kampagne auf der Online-Plattform Change.org sammelte mit Stand Oktober 2021 fast 10 000 Unterschriften.
Am 11. Oktober 2021 wurde Candan vom Sicherheitsdienst der Universität nicht auf den Campus gelassen. Er war an diesem Tag dort, um seine Kurse zu unterrichten. Unter anderem drückte der Musiker Fazil Say seine Unterstützung für Candan öffentlich aus. Eine Veranstaltung mit dem Titel „Dokumentarisches Abenteuer mit Can Candan“, bei der Candan über Dokumentarfilme auf dem Campus der Boğaziçi-Universität sprechen sollte, wurde für den 25. Oktober vom Rektorat der Universität verboten. Im März 2022 ordnete das 7. Verwaltungsgericht von Istanbul die Aufhebung der Entlassung von Can Candan an. Candan darf demnach den Campus wieder betreten und wurde daraufhin von den Protestierenden Ende März begrüßt. Im Oktober 2022 wurde bekannt, dass Candans Kurse erneut nicht mehr an der Universität genehmigt wurden. Candan ging erneut vor Gericht gegen die Universitätsleitung vor und gewann abermals, ist aber nach wie vor nicht an der Universität beschäftigt.

## Auszeichnungen
Benim Çocuğum gewann den Publikumspreis für die beste Dokumentation beim Pink Apple Gay and Lesbian Film Festival 2015 in der Schweiz sowie den Theme Award beim Flying Broom Women’s Film Festival 2014 in der Türkei. Er wurde als bester Film beim Thessaloniki LGBTQ Film Festival im Jahr 2013 in Griechenland ausgezeichnet und gewann den Publikumspreis für die Beste Dokumentation beim Boston Turkish Festival Documentary Film Competition im Jahr 2013 sowie den Public Awareness Project of the Year 2013 beim Man of the Year Award des GQ Magazine. Am 11. September 2021 wählte die Mitgliederversammlung des 1989 gegründeten Hochschulfakultätsverbands ÜNİVDER ihren neuen Vorstand und nahm Candan in ihren Ehrenrat auf.

## Filmografie
- 1989: Boycott Coke[39]
- 1989: Wen-a Portrait
- 1991: Exodus
- 1992: The Drama Studio: An Acting Process
- 2000: Duvarlar – Mauern – Walls (2000)[40]
- 2001: Çatalhöyük
- 2008: 3 Stunden[41]
- 2013: Benim Çocuğum – „Mein Kind“[42][43]